# Economía de Rumania

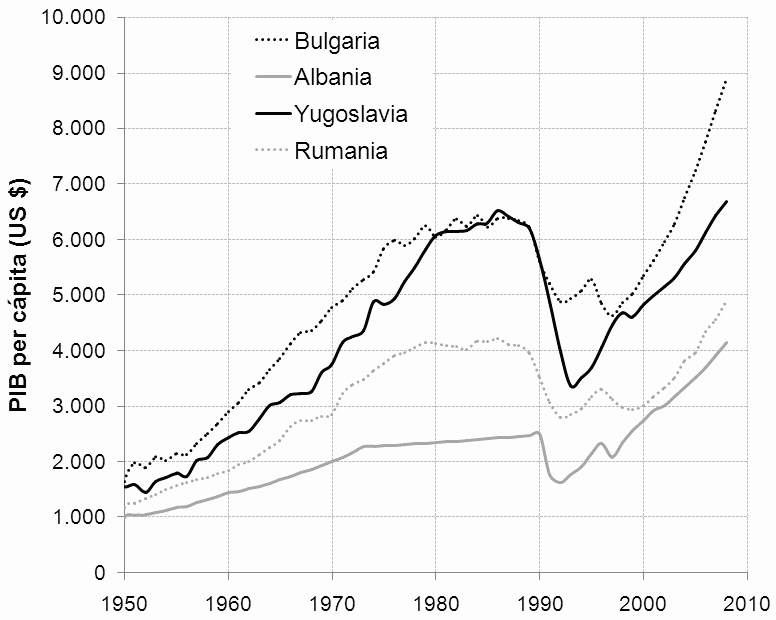
Comparación del PIB per cápita nominal de Albania, Bulgaria, Rumanía y Yugoslavia, durante el siglo XNXX, basado enWorld Population, GDP and Per Cápita GDP, 1-2010 AD.

Rumania, ingresó en la Unión Europea el 1 de enero de 2007.  Gracias a las exportaciones a los países de la UE, el consumo doméstico y las inversiones ayudaron al crecimiento del PIB en años recientes, pero también resultaron en grandes desequilibrios del balance de pagos. El PIB de Rumania se incrementó un 8,8% en 2017, logrando así ser el país de la Unión Europea con un crecimiento más rápido de la producción. Su deuda pública en 2017 fue de 64.647 millones de euros, con una deuda del 35,1% del PIB. Su deuda per cápita es de 3.311 euros por habitante.
Rumania es uno de los principales productores y exportadores de productos agrícolas de Europa. Este sector representa el 10% del PIB. Los cultivos ocupan el 40% de la superficie del país; los recursos forestales son abundantes y la pesca se está expandiendo. Existen yacimientos de gas natural y petróleo que aportan un porcentaje significativo del consumo diario, pero para cubrir la totalidad de la demanda, el país está obligado a importarlos, principalmente de Rusia. Para tratar de reducir la dependencia de factores externos, se ha impulsado la generación en plantas de energía nuclear e hidroeléctrica, y entre ambas clases proporcionan un 45% de la energía consumida en el país.
El sector industrial representa el 35% del PIB. Los principales sectores son el textil, el siderúrgico, la producción de maquinaria y vehículos, de armamento y el procesamiento de la producción agropecuaria. Los servicios comprenden el restante 55% del PIB, siendo el turismo el principal contribuyente. El Mar Negro, el delta del Danubio y los Cárpatos son las atracciones naturales que concentran el turismo, mientras que en Transilvania destaca su patrimonio cultural. 
Tras la Segunda Guerra Mundial, los recursos económicos rumanos fueron nacionalizados y la actividad económica, planificada. Venezuela y Rumanía reafirmaron sus relaciones bilaterales, establecidas desde enero de 1967. Estos nexos fueron consolidados mediante el Acuerdo de Cooperación Económica e Industrial a través del cual se creó en 1973, la Comisión Mixta Venezolano-Rumana que se ha reunido de manera alterna en diez oportunidades desde 1975.
En 1989, con la caída del comunismo el nuevo gobierno emprendió una serie de reformas para introducir el sistema de economía de mercado sometiendo al país a varios años de privatizaciones y descentralización, el gobierno rumano ha pasado a tener una intervención significativamente menor en la economía lo que frenó la economía rumana y llevó a que casi cuatro millones de rumanos que salieron del país desde la caída del comunismo,
Entre los emigrados a la UE se encuentran también más de 43.000 médicos, 103.000 ingenieros cuya formación ha costado al Estado rumano 770 millones de euros y que han buscado en otros países -como Reino Unido o Alemania- mejores salarios. que llevó a recesión de 3 años de duración el 2000.
Desde el fin del comunismo el país sufrió una secuencia de crisis políticas y económicas desde 1990. El 60% de los rumanos consideraba que la economía funcionaba mejor bajo el comunismo. La recesión mundial de 2008/2012 ha golpeado con fuerza a Rumania y el gobierno redujo el gasto público en 1.000 millones de euros en 2009 y en 3.000 millones en 2010 lo que contrajo el consumo y llevó a que la economía del país cayera un 8-8,5% en 2009 del producto interior bruto. Entre 2009 y 2013 muchas empresas quebraron. El país tuvo incluso que pedir ayuda a la UE y al FMI (unos 20.000 millones de euros), que llegó condicionada a una serie de ajustes y reformas. El incremento de la pobreza a partir de 2010 se debe a los ajustes exigidos por el Fondo Monetario Internacional (FMI) en 2009 a cambio de un préstamo de 20.000 millones y que incluían recortes en los sueldos públicos y congelar unas pensiones que, de media, rondaban los 200 euros. El más dramático fue un recorte del 25% del salario de los funcionarios y del 15% a las pensiones", lo que desencadenó una oleada de protestas que acabaron por forzar la dimisión del entonces primer ministro derechista, Emil Boc, en febrero del 2012.
Con la asunción del socialdemócrata Victor Ponta la situación comenzó a mejorar, el estado abandonó décadas de austeridad presupuestaria y seembarcó en un profundo programa de obras públicas para modernizar la infraestructura rumana. El país reaccionó y comenzó a crecer en 2013 y elevando su tasas de crecimiento entre 2014 y 2018 a las más altas de la U.E. En producto interior bruto (PIB) ha pasado de 98.000 millones de euros en 2007 hasta los 158.000 millones de 2015, mientras que la inversión extranjera directa se ha doblado hasta los 64.000 millones registrado el año pasado desde 2012. Rumanía, con fondos de la Unión Europea buscó modernizar su agricultura, estabilizar su economía y asegurarla en las crisis, modernizar y ampliar sus infraestructuras, recibir ayudas económicas para el desarrollo de sus regiones.
La fortaleza de la economía rumana varía de región a región. PIB y PIB per cápita es más alta en Bucarest y las ciudades más grandes en los países del sur y el oeste tienen un PIB per cápita, con valores alrededor del doble o superior a la media del país. Es una gran diferencia económica entre las zonas urbanas y rurales.
Para 2017 Rumanía lleva cerca de dos años presentando incrementos del PIB superiores al 4% interanual trimestre tras trimestre, mientras que la tasa de paro ha caído hasta el 5,5%. Bajo la conducción de Sorin Grindeanu, primer ministro de Rumanía, el Gobierno ha reducido el IVA por un lado mientras que ha incrementado los salarios de los empleados públicos y de los pensionistas por otro. La inflación ha permanecido inferior a 3,5%. El índice de desempleo ha caído al 3.8%, en 2018 por debajo de otros países de la región y de Europa Occidental.
El país espera adoptar el Euro en 2022.

## Datos económicos básicos
- PIB - Producto Interior Bruto (2008): 140.000 millones de €.
- PIB Paridad de poder adquisitivo (2008): 259.000 millones de €.
- PIB Paridad del poder adquisitivo - Per cápita (2008): 12.000 €
- Inflación media anual (nov 2009): 5,7%.
- Deuda externa aprox. (2007): 74.540 millones de $ USA.
- Importaciones (2008): 56.240 millones de €.
- Principales países proveedores (2010): Alemania 16,7%, Italia 11,6%, Hungría 8,7%, Francia 5,9%, China 5,5% y Rusia 4,4%[16]
- Principales productos de importación:
- Exportaciones (2008): 33.500 millones de €.
- Principales países clientes (2010): Alemania 18,1%, Italia 13,8%, Francia 8,3% y Turquía 6,9%[16]
- Principales productos de exportación:
- Tasa de paro (marzo de 2016): 6,4%.

Sector primario (2006): 4% del PIB
Sector secundario (2006): 32% del PIB
Sector terciario (2006): 64% del PIB

## Agricultura
Rumania produjo en 2018:
- 18,6 millones de toneladas de maíz (noveno productor mundial);
- 10,1 millones de toneladas de trigo (16.º productor mundial);
- 3 millones de toneladas de girasol (cuarto productor mundial, solo detrás de Ucrania, Rusia y Argentina);
- 3 millones de toneladas de patata;
- 1,8 millones de toneladas de cebada;
- 1,6 millones de toneladas de colza;
- 1,1 millones de toneladas de uva (el 17.º productor mundial);
- 1 millón de toneladas de repollo;
- 978 mil toneladas de remolacha azucarera, que se utiliza para producir azúcar y etanol;
- 842 mil toneladas de ciruela (segundo productor mundial, solo detrás de China);
- 742 mil toneladas de tomates;
- 643 mil toneladas de manzana;
- 521 mil toneladas de sandía;
- 465 mil toneladas de soja;
- 383 mil toneladas de avena;

Además de producciones más pequeñas de otros productos agrícolas.

## Comercio exterior
La balanza comercial tiene un déficit significativo, las exportaciones son de 33.500 millones de euros mientras que las importaciones alcanzan los 56.400 millones de euros.[cita requerida] Los principales socios de Rumanía, tanto en las exportaciones como en las importaciones son Italia y Alemania. Los países de habla hispana más cercanos tradicionalmente a Rumanía son España y Venezuela; con España en conjunto por los acuerdos de la Unión Europea y en los últimos años 

### Importaciones
Se presenta a continuación una tabla con las mercaderías de mayor peso en las importaciones de Rumanía para el periodo 2010-hasta abril de 2015. Las cifras expresadas son en dólares estadounidenses valor FOB.

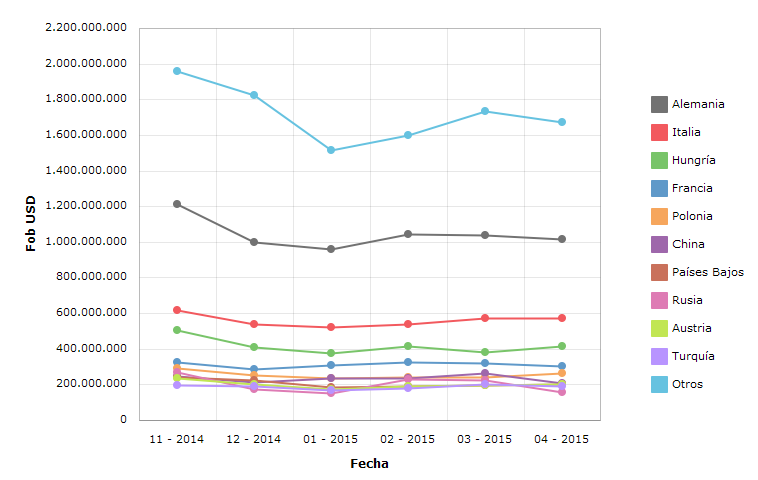
Importaciones del periodo noviembre de 2014-abril de 2015 medidas en valor FOB

| Fecha Mercadería por capítulo arancelario                                                                           | 2010           | 2011           | 2012           | 2013           | 2014           | enero-abril de 2015 |
| --- | -------------- | -------------- | -------------- | -------------- | -------------- | ------------------- |
| 85 - teléfonos celulares, circuitos integrados, cables y accesorios eléctricos                                      | 10.068.580.861 | 11.268.095.559 | 9.661.679.425  | 10.805.962.976 | 10.973.518.723 | 3.171.489.367       |
| 84 - bombas de aire o de vacío, válvulas, computadoras de escritorio y portátiles                                   | 7.043.527.344  | 8.426.720.028  | 8.207.630.138  | 8.473.242.701  | 9.187.281.717  | 2.549.639.772       |
| 27 - combustibles minerales, aceites minerales y productos de su destilación; materias bituminosas; ceras minerales | 6.209.659.429  | 8.440.081.840  | 8.512.173.199  | 7.176.642.350  | 7.203.619.635  | 1.344.214.824       |
| 87 - automóviles para transporte de personas y mercadería y repuestos de automóviles                                | 4.031.126.087  | 5.142.033.028  | 4.630.816.576  | 4.989.783.980  | 5.942.423.852  | 1.815.374.649       |
| 39 - manufacturas de plástico                                                                                       | 2.913.378.336  | 3.496.210.471  | 3.368.211.345  | 3.706.338.004  | 3.968.405.128  | 1.101.708.837       |
| 30 - medicamentos envasados                                                                                         | 2.750.379.752  | 3.106.648.786  | 3.112.827.277  | 3.446.254.880  | 3.415.579.247  | 886.090.839         |
| 72 - hierro y acero de fundición                                                                                    | 2.365.511.191  | 3.275.005.002  | 2.674.244.197  | 2.491.881.276  | 2.698.916.077  | 750.458.392         |
| 73 - manufacturas de hierro                                                                                         | 2.010.826.338  | 2.357.681.239  | 2.108.535.520  | 2.390.926.722  | 2.352.815.926  | 677.772.633         |
| 40 - caucho y sus manufacturas                                                                                      | 1.231.518.816  | 1.770.009.065  | 1.495.591.206  | 1.455.558.444  | 1.468.853.149  | 417.266.804         |
| 90 - instrumentos y aparatos de óptica                                                                              | 938.888.354    | 1.079.409.277  | 1.066.257.410  | 1.233.473.167  | 1.373.001.398  | 403.844.185         |
| Demás capítulos | 20.240.252.134 | 24.034.643.227 | 22.774.659.781 | 24.104.346.951 | 25.588.508.999 | 7.471.308.322       |
| Total | 59.803.648.641 | 72.396.537.523 | 67.612.626.074 | 70.274.411.451 | 74.172.923.851 | 20.589.168.624      |

En gran medida, la mayoría de las importaciones de Rumania son productos de alto valor agregado tales como productos tecnológicos, medicamentos, electrónica y automóviles para transporte de personas y mercadería.

### Exportaciones
Se presenta a continuación una tabla con los principales importadores de Rumania para el periodo 2010-hasta abril de 2015. La Unión Europea es el bloque económico con mayor participación del comercio exterior rumano. 

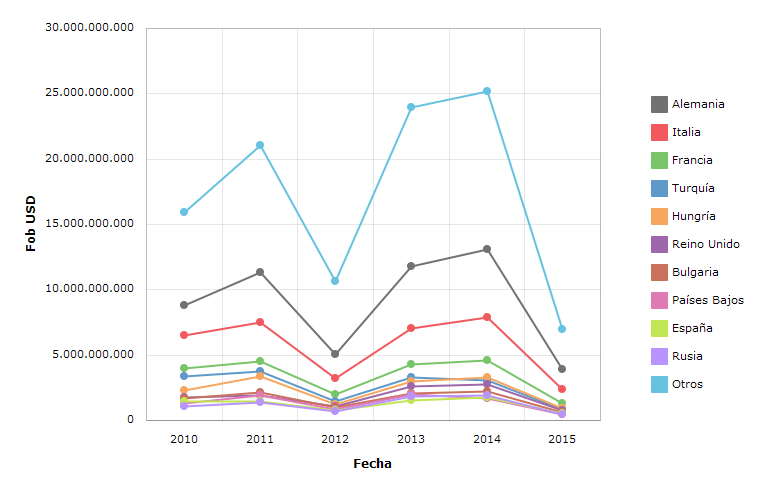
Exportaciones del periodo 2010-hasta abril de 2015 medidas en valor FOB

Las cifras expresadas son en dólares estadounidenses valor FOB.

## Comercio exterior

### Importaciones
Se presenta a continuación una tabla con las mercaderías de mayor peso en las importaciones de Rumania para el periodo 2010-hasta abril de 2015. Las cifras expresadas son en dólares estadounidenses valor FOB.
| Fecha País importador | 2010           | 2011           | 2012           | 2013           | 2014           | enero-abril de 2015 |
| --------------------- | -------------- | -------------- | -------------- | -------------- | -------------- | ------------------- |
| Alemania              | 8.804.287.186  | 11.311.233.672 | 5.047.188.075  | 11.763.699.414 | 13.079.215.289 | 3.940.725.633       |
| Italia                | 6.491.538.825  | 7.505.281.314  | 3.179.480.130  | 7.054.002.589  | 7.846.777.398  | 2.381.709.384       |
| Francia               | 4.003.771.352  | 4.518.894.083  | 1.975.087.900  | 4.278.776.775  | 4.562.357.030  | 1.328.450.639       |
| Turquía               | 3.361.778.636  | 3.748.393.786  | 1.446.397.042  | 3.295.201.095  | 3.064.707.964  | 839.928.407         |
| Hungría               | 2.333.611.052  | 3.343.319.981  | 1.241.009.272  | 2.971.576.135  | 3.287.084.756  | 937.384.878         |
| Reino Unido           | 1.739.160.070  | 1.943.214.760  | 1.055.217.801  | 2.586.975.479  | 2.757.596.429  | 789.365.945         |
| Bulgaria              | 1.700.530.369  | 2.130.881.346  | 1.007.929.573  | 2.092.198.133  | 2.207.079.633  | 637.941.357         |
| Países Bajos          | 1.315.986.798  | 1.875.027.512  | 809.032.936    | 1.960.014.658  | 1.715.892.956  | 428.902.197         |
| España                | 1.464.539.201  | 1.462.506.080  | 729.935.582    | 1.538.784.620  | 1.790.591.047  | 525.266.336         |
| Rusia                 | 1.095.277.099  | 1.400.770.054  | 702.151.961    | 1.835.951.058  | 1.935.219.750  | 424.251.049         |
| Resto del mundo       | 15.938.230.287 | 21.023.274.913 | 10.615.289.986 | 23.967.442.147 | 25.155.058.611 | 6.933.493.541       |
| Total                 | 48.248.710.875 | 60.262.797.502 | 27.808.720.257 | 63.344.622.104 | 67.401.580.864 | 19.167.419.367      |

| Fecha Mercadería por capítulo arancelario                                                                           | 2010           | 2011           | 2012           | 2013           | 2014           | enero-abril de 2015 |
| --- | -------------- | -------------- | -------------- | -------------- | -------------- | ------------------- |
| 85 - teléfonos celulares, circuitos integrados, cables y accesorios eléctricos                                      | 10.068.580.861 | 11.268.095.559 | 9.661.679.425  | 10.805.962.976 | 10.973.518.723 | 3.171.489.367       |
| 84 - bombas de aire o de vacío, válvulas, computadoras de escritorio y portátiles                                   | 7.043.527.344  | 8.426.720.028  | 8.207.630.138  | 8.473.242.701  | 9.187.281.717  | 2.549.639.772       |
| 27 - combustibles minerales, aceites minerales y productos de su destilación; materias bituminosas; ceras minerales | 6.209.659.429  | 8.440.081.840  | 8.512.173.199  | 7.176.642.350  | 7.203.619.635  | 1.344.214.824       |
| 87 - automóviles para transporte de personas y mercadería y repuestos de automóviles                                | 4.031.126.087  | 5.142.033.028  | 4.630.816.576  | 4.989.783.980  | 5.942.423.852  | 1.815.374.649       |
| 39 - manufacturas de plástico                                                                                       | 2.913.378.336  | 3.496.210.471  | 3.368.211.345  | 3.706.338.004  | 3.968.405.128  | 1.101.708.837       |
| 30 - medicamentos envasados                                                                                         | 2.750.379.752  | 3.106.648.786  | 3.112.827.277  | 3.446.254.880  | 3.415.579.247  | 886.090.839         |
| 72 - hierro y acero de fundición                                                                                    | 2.365.511.191  | 3.275.005.002  | 2.674.244.197  | 2.491.881.276  | 2.698.916.077  | 750.458.392         |
| 73 - manufacturas de hierro                                                                                         | 2.010.826.338  | 2.357.681.239  | 2.108.535.520  | 2.390.926.722  | 2.352.815.926  | 677.772.633         |
| 40 - caucho y sus manufacturas                                                                                      | 1.231.518.816  | 1.770.009.065  | 1.495.591.206  | 1.455.558.444  | 1.468.853.149  | 417.266.804         |
| 90 - instrumentos y aparatos de óptica                                                                              | 938.888.354    | 1.079.409.277  | 1.066.257.410  | 1.233.473.167  | 1.373.001.398  | 403.844.185         |
| Demás capítulos | 20.240.252.134 | 24.034.643.227 | 22.774.659.781 | 24.104.346.951 | 25.588.508.999 | 7.471.308.322       |
| Total | 59.803.648.641 | 72.396.537.523 | 67.612.626.074 | 70.274.411.451 | 74.172.923.851 | 20.589.168.624      |

En gran medida, la mayoría de las importaciones de Rumania son productos de alto valor agregado tales como productos tecnológicos, medicamentos, electrónica y automóviles para transporte de personas y mercadería.

### Exportaciones
Se presenta a continuación una tabla con los principales importadores de Rumania para el periodo 2010-hasta abril de 2015. La Unión Europea es el bloque económico con mayor participación del comercio exterior rumano. 
Las cifras expresadas son en dólares estadounidenses valor FOB.
| Fecha País importador | 2010           | 2011           | 2012           | 2013           | 2014           | enero-abril de 2015 |
| --------------------- | -------------- | -------------- | -------------- | -------------- | -------------- | ------------------- |
| Alemania              | 8.804.287.186  | 11.311.233.672 | 5.047.188.075  | 11.763.699.414 | 13.079.215.289 | 3.940.725.633       |
| Italia                | 6.491.538.825  | 7.505.281.314  | 3.179.480.130  | 7.054.002.589  | 7.846.777.398  | 2.381.709.384       |
| Francia               | 4.003.771.352  | 4.518.894.083  | 1.975.087.900  | 4.278.776.775  | 4.562.357.030  | 1.328.450.639       |
| Turquía               | 3.361.778.636  | 3.748.393.786  | 1.446.397.042  | 3.295.201.095  | 3.064.707.964  | 839.928.407         |
| Hungría               | 2.333.611.052  | 3.343.319.981  | 1.241.009.272  | 2.971.576.135  | 3.287.084.756  | 937.384.878         |
| Reino Unido           | 1.739.160.070  | 1.943.214.760  | 1.055.217.801  | 2.586.975.479  | 2.757.596.429  | 789.365.945         |
| Bulgaria              | 1.700.530.369  | 2.130.881.346  | 1.007.929.573  | 2.092.198.133  | 2.207.079.633  | 637.941.357         |
| Países Bajos          | 1.315.986.798  | 1.875.027.512  | 809.032.936    | 1.960.014.658  | 1.715.892.956  | 428.902.197         |
| España                | 1.464.539.201  | 1.462.506.080  | 729.935.582    | 1.538.784.620  | 1.790.591.047  | 525.266.336         |
| Rusia                 | 1.095.277.099  | 1.400.770.054  | 702.151.961    | 1.835.951.058  | 1.935.219.750  | 424.251.049         |
| Resto del mundo       | 15.938.230.287 | 21.023.274.913 | 10.615.289.986 | 23.967.442.147 | 25.155.058.611 | 6.933.493.541       |
| Total                 | 48.248.710.875 | 60.262.797.502 | 27.808.720.257 | 63.344.622.104 | 67.401.580.864 | 19.167.419.367      |

## Sector terciario
Es el sector económico más importante de la economía rumana, acumula el 64% de la riqueza del estado y el 58,9% de empleos mejores en condición económica

## Nivel de vida y perspectivas económicas
- Médicos por 1.000 hab.: 3,2 - 3,1
- Camas en hospitales por 1.000 hab.: 7,9 - 3,9
- Automóviles por 1.000 hab.: 272,4
- Teléfonos por 1.000 hab.: 374,4
- Teléfonos móviles por 1.000 hab.: 498,6
- Radios por 1.000 hab.: 690,3
- Televisores por 1.000 hab.: 437,5
- Ordenadores por 1.000 hab.: 100,1